# Böcklerkrieg
Im Böcklerkrieg von 1468/69 führte der bayerische Herzog Albrecht IV. Krieg gegen einige im „Böcklerbund“ vereinte Ritter des Bayerischen Waldes.

## Vorgeschichte
Nach der Bayerischen Landesteilung von 1392 und verstärkt durch die Hussitenkriege hatten die Ritter des Bayerischen Waldes ein beträchtliches Maß an Eigenständigkeit erlangt. Auf dem Landtag in München 1457 sowie den eigens nach Straubing 1458 und 1459 einberufenen Landtagen erhoben sie durch ihren Sprecher Hans von Degenberg Vorwürfe gegen Herzog Albrecht III.
Man verweigerte die Vorlage für die Ausstattung der Töchter des Herzogs, kritisierte die Schmälerung der Freiheiten, verlangte die Einsetzung eines der Söhne des Herzogs als Regenten in Straubing und die Anstellung von ausschließlich einheimischen Beamten. Die Ritter forderten darüber hinaus, ihren Hintersassen die Landsteuer selbst zu bestimmen und Krieg und Bündnisse des Herzogs von ihrer Zustimmung abhängig zu machen, was jedoch abgewiesen wurde. Der für 1460 geplante Landtag kam wegen des Todes des Herzogs nicht mehr zustande.

## Der Böcklerbund
Im August 1466 versammelte sich bei einem Turnier in Regensburg eine Gesellschaft aus Rittern des Straubinger Landes. 41 Edelleute gründeten hier am 30. August 1466 die „Gesellschaft vom Eingehürn“. Die Mitglieder trugen an einer Kette auf der Brust das Abbild eines Bockes, wonach sie „Böckler“ genannt wurden. Die Ritter trugen das Abzeichen in Gold, die Edelknechte in Silber. 
Zu den bedeutendsten Mitgliedern gehörten neben Hans von Degenberg Johann Staufer von Ernfels, Niclas von Abensberg, Sebastian Pflug vom Rabenstein sowie Hans von Nußberg. Im Bundesbrief wurde der Sinn des Bundes angegeben: 

„Im Namen des allmächtigen Gottes, zu Ehren Marias und aller Heiligen, um ihres und der ihrigen gemeinsamen Friedens, Schutzes und Schirmes Willen und besonders um besser widerstehen und dem christlichen Glauben helfen zu können wider die Ketzer und Ungläubigen, die man nennt die Hussen“

## Auflösung des Bundes
Inzwischen war in München der junge Albrecht IV. Alleinregent geworden. Sein unzufriedener Bruder Christoph der Starke begab sich nach Straubing und erhielt trotz des Widerspruchs einiger Mitglieder die Aufnahme in den Bund.
Als Albrecht am 20. September 1467 davon erfuhr, wandte er sich an Kaiser Friedrich III. und an seine herzoglichen Vettern, zu deren Untertanen einige Böckler gehörten. Am 28. Oktober 1467 wurde auf einem Reichstag in Regensburg durch einen kaiserlichen Erlass die Auflösung des Böcklerbundes verfügt. Der Bund löste sich daraufhin selbst auf. Der Gesellschaftsbrief wurde förmlich zerschnitten und das angehängte Siegel an jedes Mitglied zurückgegeben. Christoph begab sich daraufhin auf die Burg Degenberg bei Schwarzach. Durch einen Schiedsspruch vom 16. Februar 1468 in Landshut nahm Albrecht Christoph als Mitherrscher an und überließ ihm die Stadt Kelheim.

## Der Feldzug
Trotz der auf dem Reichstag verfügten Auflösung des Böcklerbundes gaben sich einige von dessen Mitgliedern unwillig und wandten sich nun an die benachbarten böhmischen Adeligen um Unterstützung. Ihr Anführer Hans von Degenberg wurde nun in eine Fehde mit Georg dem Donnersteiner verstrickt, der ihm die Stammburg Degenberg wegnahm. Am 24. Juni 1468 zog unter dem Befehl Georg von Lerchenfelds ein herzogliches Heer zur Burg. Lerchenfeld ließ sich von Donnersteiner die Burg übergeben und zerstörte sie vollständig.
Im November 1468 eröffnete Albrecht, unterstützt von Truppen Ludwigs von Landshut, seinen Feldzug. Man kam rasch voran. Die Burgmauern erwiesen sich als wirkungslos gegen die Kanonen, über die der Herzog verfügte. Falkenfels, Linden, Kollnburg, Weißenstein, Saldenburg, Neunußberg und Haidstein wurden erobert, zuletzt ging Burg Altnußberg in Flammen auf. Auch Kloster Rinchnach und der Markt Zwiesel wurden niedergebrannt. Bereits Anfang Januar 1469 war das gesamte Gebiet des Degenbergers in den Händen des Herzogs.

## Die Folgen
Aufgrund der Niederlage der Böckler entsagte Christoph für vorerst fünf Jahre der Mitregentschaft. Hans von Degenberg gab seinen Widerstand auf, doch durfte er seine Stammburg Degenberg nie wieder aufbauen. Aufgrund der Niederlage mussten die Brüder Warmund und Konrad von Nußberg Neunußberg an den Herzog verkaufen, Warmund 1469 gegen eine jährliche Rente, Konrad gegen das kleine Schloss Linden (1470).
Eine endgültige Befriedung der unruhigen Ritterschaft des Bayerischen Waldes wurde nicht erreicht, 1489 schlossen sich 46 Edelleute in Cham zum neuen „Löwlerbund“ zusammen, wodurch es erneut zum Konflikt mit dem Herzog kam.
Seit 1968 werden auf dem Burganger der Burg Neunußberg Burgfestspiele aufgeführt, deren historischer Hintergrund der Ritteraufstand von 1468 ist.